# 豐年宮
25°00′56″N 121°17′34″E / 25.015570°N 121.292748°E
豐年宮，又名豐年祠，是位於臺灣桃園市桃園區寶慶里的土地祠，與鎮安祠一樣都在同德國中校地內，在被建議兩廟合併時，被信眾以「一女不事二夫」的理由反對。

## 軼事
豐年宮原先是在農田中央的土地祠，為祭拜方便，由楊丁元及楊瑞智捐獻土地，於1982年遷建至現址，同年完工。該廟為楊木火所建，原是楊家私人所有，1990年農地被徵收成同德國中校地，此祠才變成社區的土地公廟。
桃園縣政府原先規劃讓文昌國中分校（今同德國中）於2001年8月開始招生，但校園預定地就有日治時期就有的豐年祠、鎮安祠這兩座土地廟，經兩度協調仍無法達成協議，遂於2000年7月20日與兩廟信徒協調。時任議員的楊麗環向民眾說明能在埔子爭取設校十分不易，望民眾考量這幾年大樓林立、學子無校可讀的困境。她並建議校方將在南平路與永安北路口的三角形校地，撤銷徵收發還地主，再請地主提供給兩間土地公廟以合併方式遷建。
之前桃園有出現「一妻二夫」的土地廟為下厝福德祠。對此建議，信眾認為豐年祠有土地婆，但鎮安祠則無，若合併就會出現「一女事二夫」的情形。也有人提議幫鎮安祠找土地婆，但多數信眾仍反對，如住戶楊秀珠就抗議兩位土地公管區不同、住戶陳金海認為住得太擠。管理鎮安祠的葉德福則講已擲筊數十遍，都無允杯，表示土地公寧可單身、不願與其他神明同住。
在遷移、合併都行不通下，校方只得遷就，繞開豐年祠興建缺一角的左側圍牆，並將在操場旁的鎮安祠用牆區隔。三公頃校地被兩座土地公廟占用近百坪。後來桃園縣政府教育局清查發現同德國中、龍山國小校地皆被土地廟佔用，要收回土地並求繳五年租金，引發地方反彈，於是縣議員萬美玲在2011年10月7日前來關切。

## 祭祀
豐年宮轄管南平路以北區域；鎮安祠負責永安北路292號至同德七街。不過兩邊居民常會跨區祭拜。
當地的寶慶里長汝志超曾說豐年宮每逢農曆初一十五、初二十六，附近大樓都是煙灰。2008年桃園燈會土地公票選中，豐年宮得到第一名，贏得刻有「福佑桃園」賀匾、金牌、宰相帽、龍袍。豐年宮前去拜訪北港朝天宮並獲得匾額及天上聖母像，慶賀豐年宮得到桃園市的最佳人氣土地公！
此外豐年宮不僅祭拜了土地公和土地婆，因為傳統宮廟上的神像數需為奇數且最好不超過五尊，於是便放許多大家樂時期遺留下來的神像讓土地公挑，最後土地公便選擇了關聖帝君。

## 圖集
- 豐年宮廟殿
- 豐年宮神像
- 鎮安祠